# المجامع (قارة)

تعديل مصدري - تعديل

المجامع هي إحدى قرى عزلة قارة بمديرية قارة التابعة لمحافظة حجة، بلغ تعداد سكانها 201 نسمة حسب تعداد اليمن لعام 2004.